# Мария фон Анхалт-Цербст
Мария фон Анхалт-Цербст (на немски: Maria von Anhalt-Zerbst; * 1 декември 1538; † 25 април 1563, Рослау на Елба) от династията Аскани, е принцеса от Анхалт-Цербст и чрез женитба графиня на Барби-Мюлинген в Саксония-Анхалт.

## Биография
Тя е дъщеря на княз Йохан II фон Анхалт-Цербст (1504 – 1551) и съпругата му Маргарета фон Бранденбург (1511 – 1577), вдовица на херцог Георг I от Померания (1493 – 1531), дъщеря на курфюрст Йоахим I Нестор от Бранденбург и принцеса Елизабет Датска (1485 – 1555).
Нейният баща се скарва със съпругата си и през 1550 г. я затваря, но тя успява да избяга. След смъртта на баща ѝ опекунството над децата му поемат братята му Георг III († 1553) и Йоахим I († 1561).
Мария фон Анхалт-Цербст се омъжва на 25 август 1559 г. за граф Албрехт X фон Барби и Мюлинген (1534 – 1586), четвъртият син на граф Волфганг I († 1564/1565) и съпругата му Агнес фон Мансфелд († 1558). Нейната по-малка сестра Елизабет фон Анхалт (1545 – 1574) е първата съпруга (от 1570) на брат му граф Волфганг II (1531 – 1615).
Мария фон Анхалт-Цербст умира на 25 април 1563 г. на 24 години в Рослау на Елба и е погребана в манастирската църква в Барби.

## Деца
Мария фон Анхалт-Цербст и Албрехт X фон Барби-Мюлинген имат две дъщери:
- Юлиана фон Барби-Мюлинген (* 1562; † 8 ноември 1590), омъжена на 10 септември 1582 г. за граф Ернст VII фон Хонщайн (1562 – 1593)
- Мария фон Барби-Мюлинген (* 8 април 1563; † 29 декември 1619), омъжена I. пр. 8 март 1582 г. за граф Йосиас I фон Валдек-Айзенберг (1554 – 1588), II. на 23 юли 1592 г. за граф Георг III фон Ербах (1548 – 1605)